# Emilio Bizzi
Emilio Bizzi (Roma, 22 febbraio 1933) è un neuroscienziato statunitense.
Presidente dell'American Academy of Arts and Sciences (2006 al 2009), Emilio Bizzi è professore al MIT; è stato insignito della Medaglia d'oro ai benemeriti della scuola della cultura e dell'arte nel 2005. Consegue la laurea in medicina all'Università La Sapienza nel 1958 e il dottorato di ricerca in fisiologia all'Università di Pisa nel 1968, sotto la guida di Giuseppe Moruzzi.